# هبه (بخشش)

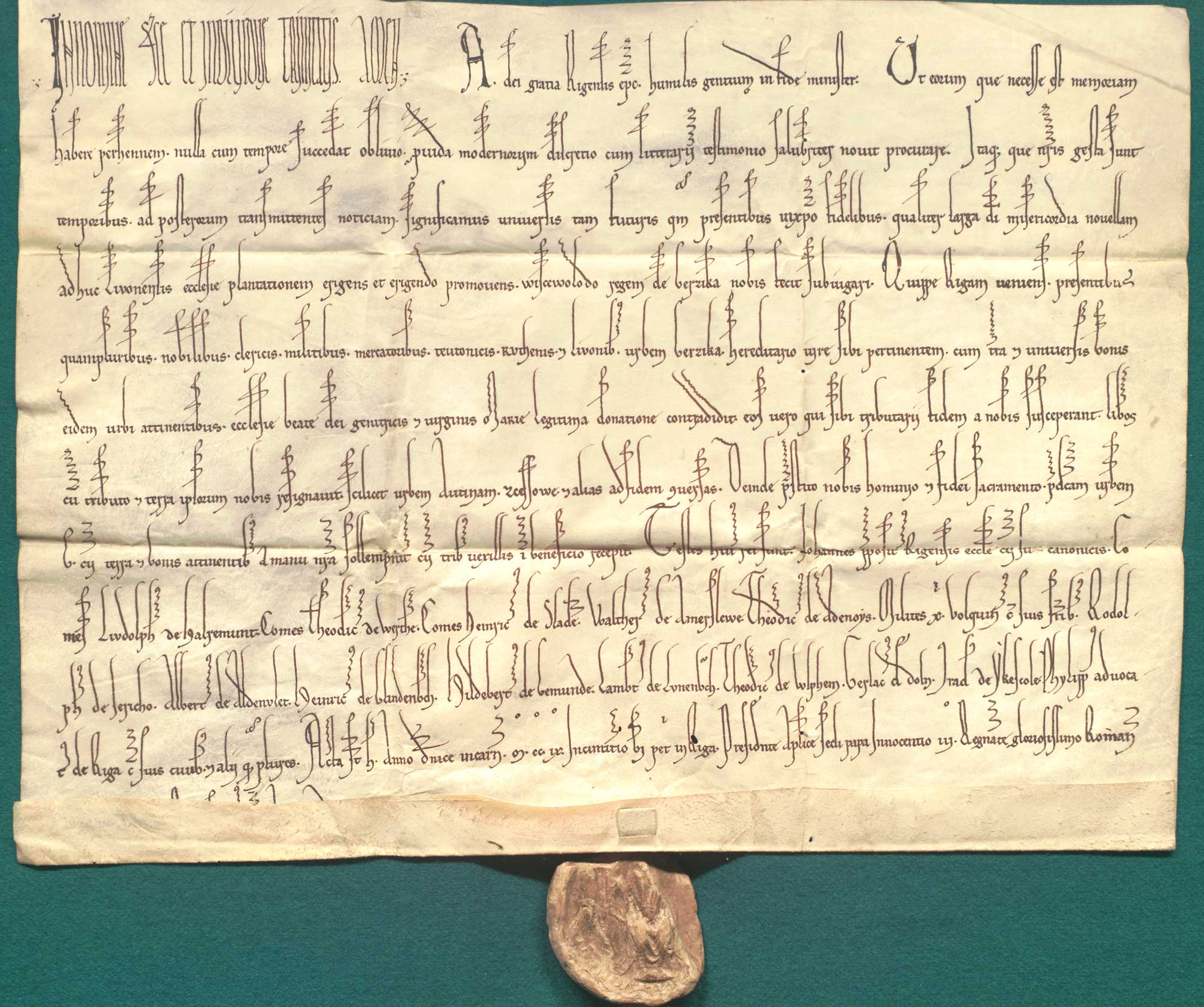
هبه (بخشش)

هبه عقدی است در فقه اسلام به معنی تملیک مالی به دیگری و به رایگان که شخص بخشنده را «واهب»، طرف گیرنده را «متهب» و مال مورد هبه را «عین موهوبه» گویند. که عقد هبه با ایجاب و قبول و قبض عین موهوبه تشکیل می‌گردد.قبض عین موهوبه بدین معناست که مال از جانب بخشنده یعنی واهب به گیرنده یعنی متهب تحویل داده شود که برای صحت قبض اذن واهب لازم است وگرنه اگر پس از ایجاب و قبول  مهتب بدون اجازه واهب عین موهوبه را تصرف کند چنین امری موجب تحقق عقد هبه نمی‌شود.
مطابق ماده ۷۹۵ قانون مدنی ایران «هبه عقدی است که به موجب آن یک نفر مالی را مجانا به کس دیگری تملیک می‌کند.»
عقود از جنبه‌های گونان تقسیم می‌شوند که یکی این جنبه‌ها تقسیم عقود به عقود رضایی، عینی و تشریفاتی است و در عقود عینی قبض مورد معامله نیز شرط است. هبه در کنار وقف و رهن یکی از عقود عینی است. بنا به قانون مدنی ایران و نظر عموم فقها شرط قبض مال، شرط صحت عقد است یعنی بدون آن مالکیت مال موهوبه از واهب به متهب منتقل نمی‌شود.از جنبه دیگر عقود به عقود معوض و بلاعوض تقسیم می‌شوند که هبه از عقود بلاعوض است.
به دلیل آنکه هبه از عقود جایز است واهب امکان بازگشت از هبه را ولو بدون رضایت متهب (گیرنده مال) دارد که اصطلاحاً به این امر رجوع از هبه گفته می‌شود، اگرچه در موارد زیر امکان رجوع از هبه وجود ندارد:
- در صورتی که عین موهوبه از بین رفته باشد.
- در صورتی که متهب، پدر یا مادر یا فرزندان واهب باشند.
- در صورتی که عین موهوبه از مالکیت متهب خارج شود یا متعلق حق غیر واقع شود مثلا به رهن‌داده شود یا مال موهوبه توسط متهب به اجاره داده شود .
- در صورتی که هبه با شرط عوض بوده و عوض داده شده باشد.
- در صورتی که تغییری در عین موهوبه شده باشد. (مثل اینکه پارچه ای بخشیده شده و با آن پارچه شلواری دوخته شده باشد)
- در صورتی که یکی از واهب یا متهب فوت شده باشد.
- در صورتی که شخصی به دیگری صدقه داده باشد.
- در صورتی که طلبکار، طلب خود را به بدهکار بخشیده باشد. حقوقدانان معتقدند که در این‌جا با بخشیدن طلب توسط طلبکار، دین از بین می‌رود و از بین رفتن دین مثل از بین رفتن عین موهوبه بوده و مانع بازگشت از هبه است.

## افرادی که از هبه اموال خود ممنوعند
محجورین اعم از صغیر ممیز و غیرممیز، سفیه و مجنون از هبه اموال خود ممنوعند چرا که در این صورت ممکن است مالی از اموال خود را به دیگری ببخشند و چون هبه عقد بدون عوض است برای آنها ضرر بزرگی محسوب می‌شود لذا هبه اموال توسط محجورین باطل است.
همچنین تاجر ورشسکته به استناد ماده ۴۲۳ قانون تجارت پس از توقف از انجام معاملات بلاعوض منع شده است بنابراین نمی‌تواند اموال خود را هبه کند همچنین پس از صدور حکم ورشکستگی نیز امکان هبه اموال خود را ندارد.